# Scaphoidophyes wolfi
Scaphoidophyes wolfi är en insektsart som beskrevs av Barnett 1980. Scaphoidophyes wolfi ingår i släktet Scaphoidophyes och familjen dvärgstritar. Inga underarter finns listade i Catalogue of Life.